# Nati nel 1803
| Questa pagina contiene informazioni ricavate automaticamente dalle voci biografiche con l'ausilio del template Bio e di un bot. L'aggiornamento è periodico e automatico e ricostruisce completamente la pagina. Se manca una persona in questa lista, sei pregato di non aggiungerla, ma accertati piuttosto che la sua voce biografica contenga il template Bio e che i dati anagrafici siano correttamente compilati. Se il template Bio manca, inseriscilo tu stesso o, in alternativa, metti l'avviso {{tmp\|Bio}} che ne segnala la mancanza. Se i dati riportati sono sbagliati, correggi direttamente la voce biografica; le modifiche saranno visibili in questa lista entro pochi giorni. Per chiarimenti vedi il progetto biografie. La lista contiene solo le 319 persone che sono citate nell'enciclopedia e per le quali è stato implementato correttamente il template Bio. Pagina aggiornata al 18 ago 2025. |

## Gennaio(24)
- 1º gennaio - Francesco Calcagno, magistrato e politico italiano († 1880)
- 1º gennaio - Rudolf Keyser, storico e archeologo norvegese († 1864)
- 1º gennaio - Guglielmo Libri Carucci dalla Sommaja, matematico italiano († 1869)
- 1º gennaio - Manuel Felipe Tovar, politico venezuelano († 1866)
- 3 gennaio - Guglielmo Gasparrini, botanico e micologo italiano († 1866)
- 3 gennaio - Douglas William Jerrold, scrittore britannico († 1857)
- 3 gennaio - Dmitrij Nikolaevič Šeremetev, ufficiale russo († 1871)
- 6 gennaio - Henri Herz, compositore e pianista austriaco († 1888)
- 7 gennaio - Leonardo Romanelli, politico italiano († 1886)
- 8 gennaio - Friedrich Arnold, medico, anatomista e fisiologo tedesco († 1890)
- 8 gennaio - Félix Orsières, religioso e storico italiano († 1870)
- 11 gennaio - Giovanni Antonio Farina, vescovo cattolico e santo italiano († 1888)
- 13 gennaio - Gustavo Modena, attore teatrale e patriota italiano († 1861)
- 13 gennaio - Otto von Wolframsdorf, architetto tedesco († 1849)
- 15 gennaio - Claude-Antoine Girard, politico francese († 1863)
- 15 gennaio - Heinrich Daniel Ruhmkorff, fisico tedesco († 1877)
- 16 gennaio - Mangkunegara III, sovrano indonesiano († 1853)
- 18 gennaio - Francis Grant, pittore e scrittore scozzese († 1878)
- 20 gennaio - Luigi Franchi di Pont, politico italiano († 1882)
- 21 gennaio - Hensleigh Wedgwood, filologo, lessicografo e linguista britannico († 1891)
- 26 gennaio - Caterina Franceschi Ferrucci, scrittrice, poetessa e patriota italiana († 1887)
- 27 gennaio - Arthur Capell, VI conte di Essex, nobile inglese († 1892)
- 29 gennaio - James Outram, I baronetto, militare britannico († 1863)
- 29 gennaio - Anselm von Rothschild, banchiere e filantropo austriaco († 1874)

## Febbraio(26)
- 2 febbraio - Albert Sidney Johnston, generale statunitense († 1862)
- 2 febbraio - Angelo Stefani, patriota italiano († 1878)
- 4 febbraio - Thomas Furlong, vescovo cattolico irlandese († 1875)
- 5 febbraio - Godefroy Brossais-Saint-Marc, cardinale e arcivescovo cattolico francese († 1878)
- 7 febbraio - Lorenzo Ghiglini, politico italiano († 1873)
- 8 febbraio - Aleksandr Grigor'evič Demidov, ufficiale russo († 1853)
- 10 febbraio - Francesco Gera, medico e agronomo italiano († 1867)
- 11 febbraio - Beatrice di Pian degli Ontani, poetessa italiana († 1885)
- 12 febbraio - Giambattista Bazzoni, scrittore e patriota italiano († 1850)
- 13 febbraio - Pietro de Silvestri, cardinale italiano († 1875)
- 14 febbraio - Anastasius Hartmann, vescovo cattolico svizzero († 1866)
- 14 febbraio - William Palmer, teologo e docente britannico († 1885)
- 15 febbraio - Pompeo di Campello, politico italiano († 1884)
- 15 febbraio - Franz Ritter, filologo classico tedesco († 1875)
- 15 febbraio - Karl Friedrich Schimper, botanico e poeta tedesco († 1867)
- 15 febbraio - John Sutter, imprenditore svizzero († 1880)
- 16 febbraio - Louis-Antoine Garnier-Pagès, politico francese († 1878)
- 16 febbraio - Karl Emil von Schafhäutl, fisico, geologo e musicologo tedesco († 1890)
- 17 febbraio - Joseph Franz Karl von Lobkowicz, nobile, generale e politico austriaco († 1875)
- 17 febbraio - Edgar Quinet, storico, scrittore e politico francese († 1875)
- 19 febbraio - Wacław Żyliński, arcivescovo cattolico lituano († 1863)
- 20 febbraio - Friedrich Theodor Fröhlich, compositore svizzero († 1836)
- 20 febbraio - Henry Stanberry, politico statunitense († 1881)
- 23 febbraio - Alessandrina di Prussia, principessa († 1892)
- 25 febbraio - Heinrich Ernst Ferdinand Guericke, teologo tedesco († 1878)
- 26 febbraio - Arnold Adolph Berthold, scienziato tedesco († 1861)

## Marzo(25)
- 3 marzo - Alexandre-Gabriel Decamps, pittore francese († 1860)
- 3 marzo - Melchiorre Murenu, poeta italiano († 1854)
- 3 marzo - Norberto Rosa, poeta italiano († 1862)
- 3 marzo - Giovanni Spano, archeologo, linguista e etnologo italiano († 1878)
- 4 marzo - João Maria Ferreira do Amaral, militare e politico portoghese († 1849)
- 5 marzo - Giuseppe Cossa, archivista e bibliotecario italiano († 1885)
- 5 marzo - August Friedrich Gfrörer, storico tedesco († 1861)
- 6 marzo - Charles Januarius Acton, cardinale britannico († 1847)
- 6 marzo - Guglielmina di Dörnberg, nobildonna prussiana († 1835)
- 6 marzo - Friedrich Wilhelm von Tigerström, giurista tedesco († 1868)
- 8 marzo - Mary Theresa Villiers, nobildonna e scrittrice inglese († 1865)
- 9 marzo - Hippolyte-Joseph Cuvelier, pittore francese († 1876)
- 10 marzo - Lodovico Pallavicino Mossi, politico italiano († 1879)
- 13 marzo - George Walker, scacchista britannico († 1879)
- 16 marzo - Nikolaj Michajlovič Jazykov, poeta russo († 1846)
- 18 marzo - Trofimo Arnulfi, militare e politico italiano († 1880)
- 18 marzo - Kajetan von Bissingen-Nippenburg, ufficiale e politico austriaco († 1890)
- 19 marzo - Giuseppe Malmusi, politico e patriota italiano († 1865)
- 19 marzo - Felice Schiavoni, pittore italiano († 1881)
- 21 marzo - Tommaso Spinola, politico italiano († 1879)
- 25 marzo - Richard Hurrell Froude, presbitero inglese († 1836)
- 26 marzo - John William Lubbock, banchiere, astronomo e matematico britannico († 1865)
- 27 marzo - Giacomo Panizza, compositore italiano († 1860)
- 30 marzo - Raffaele de Franco, vescovo cattolico italiano († 1883)
- 31 marzo - Maria di Meclemburgo-Schwerin, principessa († 1862)

## Aprile(24)
- 1º aprile - Miles Joseph Berkeley, botanico e micologo inglese († 1889)
- 2 aprile - Franz Lachner, compositore e direttore d'orchestra tedesco († 1890)
- 5 aprile - Germano Germanetti, politico italiano († 1885)
- 5 aprile - Auguste Pittaud de Forges, drammaturgo e librettista francese († 1881)
- 6 aprile - Ralph Abercromby, II barone di Dunfermline, diplomatico inglese († 1868)
- 6 aprile - Francesco Antonelli, militare italiano († 1877)
- 6 aprile - Giovanni Battista Bagalà Blasini, vescovo cattolico italiano († 1884)
- 7 aprile - Flora Tristan, scrittrice francese († 1844)
- 10 aprile - Johann Jakob Kaup, naturalista tedesco († 1873)
- 12 aprile - Charles Duveyrier, drammaturgo, librettista e filosofo francese († 1866)
- 13 aprile - Giuseppe Gallotti, politico italiano († 1879)
- 14 aprile - Friedrich von Amerling, pittore austriaco († 1887)
- 15 aprile - Antonio Salomone, arcivescovo cattolico italiano († 1872)
- 21 aprile - Jean-Pierre Thénot, pittore francese († 1857)
- 22 aprile - Domenico Peranni, patriota e politico italiano († 1875)
- 23 aprile - Jules d'Anethan, politico belga († 1888)
- 24 aprile - Alexander Duchnovič, scrittore, pedagogo e presbitero († 1865)
- 25 aprile - Ignazio Gardella senior, architetto italiano († 1867)
- 27 aprile - Pietro Selvatico, architetto, critico d'arte e storico dell'arte italiano († 1880)
- 28 aprile - Bernardo Prudencio Berro, politico e scrittore uruguaiano († 1868)
- 29 aprile - Auguste Arnould, poeta, scrittore e drammaturgo francese († 1854)
- 29 aprile - James Brooke, avventuriero e politico britannico († 1868)
- 29 aprile - Paul Cullen, cardinale e arcivescovo cattolico irlandese († 1878)
- 30 aprile - Albrecht von Roon, militare e politico tedesco († 1879)

## Maggio(22)
- 1º maggio - James Clarence Mangan, poeta irlandese († 1849)
- 2 maggio - Albert Küchler, pittore danese († 1886)
- 4 maggio - John H. B. Latrobe, inventore e avvocato statunitense († 1891)
- 8 maggio - Napoléon Joseph Ney, politico francese († 1857)
- 9 maggio - António Bernardo da Costa Cabral, politico portoghese († 1889)
- 9 maggio - Charles Lucas, avvocato, giurista e funzionario francese († 1889)
- 12 maggio - Justus von Liebig, chimico tedesco († 1873)
- 12 maggio - Alexandre Montfort, compositore francese († 1856)
- 15 maggio - Juan Nepomuceno Almonte, militare, politico e diplomatico messicano († 1869)
- 15 maggio - Charles Vilain XIIII, politico belga († 1878)
- 16 maggio - Napoleone Luciano Carlo Murat, nobile e politico francese († 1878)
- 17 maggio - Martinus Rørbye, pittore danese († 1848)
- 18 maggio - Gertrude Falkenstein, contessa († 1882)
- 22 maggio - Carlo II d'Assia-Philippsthal, nobile († 1868)
- 22 maggio - Charles Frédéric Kuhlmann, chimico francese († 1881)
- 24 maggio - Carlo Luciano Bonaparte, nobile, naturalista e ornitologo francese († 1857)
- 24 maggio - Alexander von Nordmann, biologo finlandese († 1866)
- 25 maggio - Edward Bulwer-Lytton, scrittore, drammaturgo e politico britannico († 1873)
- 25 maggio - Ralph Waldo Emerson, filosofo, scrittore e saggista statunitense († 1882)
- 25 maggio - Humbert Jaillet de Saint-Cergues, politico francese († 1880)
- 26 maggio - Vincenzo Martini, politico e drammaturgo italiano († 1862)
- 29 maggio - Nicolò Bianchi, liutaio italiano († 1880)

## Giugno(16)
- 3 giugno - Giorgio Orsolano, serial killer italiano († 1835)
- 4 giugno - Henri Conneau, medico, chirurgo e politico francese († 1877)
- 7 giugno - Federico Comini, politico e avvocato italiano († 1884)
- 7 giugno - Léon Vaudoyer, architetto francese († 1872)
- 8 giugno - Giuseppe Bertoja, scenografo e imprenditore italiano († 1873)
- 8 giugno - Henry Villiers-Stuart, I barone Stuart de Decies, politico britannico († 1874)
- 10 giugno - Henry Darcy, ingegnere francese († 1858)
- 12 giugno - Heinrich August Ludwig Wiggers, farmacista tedesco († 1880)
- 15 giugno - Carlo Giovanni del Liechtenstein, principe austriaco († 1871)
- 15 giugno - Camillo Romanino, flautista italiano († 1863)
- 15 giugno - Efisio Tola, patriota italiano († 1833)
- 17 giugno - Costantino Rosa, pittore italiano († 1878)
- 22 giugno - Michele Amari, politico e patriota italiano († 1877)
- 24 giugno - Giuseppe Piacentini, avvocato e politico italiano († 1877)
- 26 giugno - Ottavio Thaon di Revel, nobile e politico italiano († 1868)
- 27 giugno - Michele Zannotti, matematico italiano († 1874)

## Luglio(23)
- 2 luglio - Lodovico Biagi, chirurgo italiano († 1844)
- 2 luglio - Edouard-Constant Biot, sinologo francese († 1850)
- 2 luglio - Perpetuo Guasco, vescovo cattolico italiano († 1859)
- 4 luglio - Julius Leopold Eduard Avé-Lallemant, botanico e entomologo tedesco († 1867)
- 4 luglio - Pierre Bonhomme, presbitero francese († 1861)
- 5 luglio - George Borrow, scrittore inglese († 1881)
- 6 luglio - Luigi Raffaele De Ferrari, nobile, imprenditore e filantropo italiano († 1876)
- 6 luglio - Giuseppe Leoni, architetto svizzero († 1863)
- 8 luglio - Karl Gützlaff, scrittore e missionario tedesco († 1851)
- 8 luglio - Julius Mosen, poeta, scrittore e drammaturgo tedesco († 1867)
- 9 luglio - Josep Caixal i Estradé, vescovo cattolico spagnolo († 1879)
- 12 luglio - Pietro Chanel, presbitero e missionario francese († 1841)
- 14 luglio - Francesco Scaramuzza, pittore e poeta italiano († 1886)
- 17 luglio - Johann Samuel Eduard d'Alton, anatomista tedesco († 1854)
- 20 luglio - Giuseppe Lella, banchiere e politico italiano († 1866)
- 22 luglio - Eugène Isabey, pittore e incisore francese († 1886)
- 23 luglio - Samuel Maverick, avvocato statunitense († 1870)
- 24 luglio - Adolphe-Charles Adam, compositore e critico musicale francese († 1856)
- 24 luglio - Vincenzo Maria Marolda, vescovo cattolico italiano († 1854)
- 24 luglio - Francesco Ronchi, magistrato e giurista italiano († 1878)
- 25 luglio - Ferdinand Beyer, pianista e compositore tedesco († 1863)
- 25 luglio - Pietro Torre, politico italiano
- 31 luglio - John Ericsson, inventore, imprenditore e armatore svedese († 1889)

## Agosto(20)
- 2 agosto - Charles Louis François Marion, generale francese († 1866)
- 3 agosto - Joseph Paxton, architetto britannico († 1865)
- 7 agosto - Luigi Martini, presbitero italiano († 1877)
- 10 agosto - Joseph Vinoy, generale e politico francese († 1880)
- 11 agosto - Lodovico Bianchini, economista, storico e politico italiano († 1871)
- 11 agosto - Carlo Ignazio Giulio, matematico e politico italiano († 1859)
- 12 agosto - Johann Otto Boeckeler, botanico e farmacista tedesco († 1899)
- 13 agosto - Vladimir Fëdorovič Odoevskij, scrittore, filosofo e critico musicale russo († 1869)
- 14 agosto - Vittorio Emanuele Camillo IX Massimo, nobile italiano († 1873)
- 15 agosto - Domingo Nieto, politico peruviano († 1844)
- 17 agosto - Joseph Marchand, religioso e missionario francese († 1835)
- 18 agosto - Nathan Clifford, politico statunitense († 1881)
- 19 agosto - Ludwig Arndts von Arnesberg, giurista tedesco († 1878)
- 24 agosto - Clemente Manzini, vescovo cattolico italiano († 1865)
- 25 agosto - Luís Alves de Lima e Silva, militare e politico brasiliano († 1880)
- 25 agosto - Giuseppe Sappa, magistrato e politico italiano († 1873)
- 27 agosto - Luigi Pernigotti, politico italiano († 1859)
- 27 agosto - Franz Xaver von Gietl, medico tedesco († 1888)
- 29 agosto - Luigi Barbiano di Belgioioso, politico italiano († 1885)
- 30 agosto - Jacopo Mazzei, politico e giurista italiano († 1855)

## Settembre(35)
- 1º settembre - Jacobus Theodorus Abels, pittore olandese († 1866)
- 1º settembre - Léon Gozlan, scrittore francese († 1866)
- 3 settembre - Cesare Agostini, patriota e politico italiano († 1854)
- 3 settembre - Prudence Crandall, insegnante e attivista statunitense († 1890)
- 3 settembre - Antonio Elia, marinaio e patriota italiano († 1849)
- 4 settembre - Sarah Polk, first lady statunitense († 1891)
- 6 settembre - Aristodemo Costoli, scultore italiano († 1871)
- 6 settembre - Charles Rabou, romanziere e giornalista francese († 1871)
- 8 settembre - Léon Faucher, politico francese († 1854)
- 9 settembre - Nasir-ud-Din Haidar, sovrano indiano († 1837)
- 10 settembre - Giacinto Battaglia, drammaturgo italiano († 1861)
- 10 settembre - Craufurd Tait Ramage, scrittore e saggista scozzese († 1878)
- 10 settembre - Alphonse Royer, librettista, scrittore e giornalista francese († 1875)
- 13 settembre - Jean-Ignace-Isidore Gérard, illustratore e designer francese († 1847)
- 13 settembre - Maurycy Mochnacki, pubblicista polacco († 1834)
- 13 settembre - Charles-Marie-Augustin de Goyon, militare francese († 1870)
- 15 settembre - Raffaele Cassitto, politico italiano († 1873)
- 15 settembre - Ugo II di Salm-Reifferscheid-Raitz, politico e imprenditore austriaco († 1888)
- 17 settembre - Constantin Wilhelm Lambert Gloger, zoologo e ornitologo tedesco († 1863)
- 18 settembre - Antonio Bianchini, pittore, letterato e critico d'arte italiano († 1884)
- 18 settembre - Jacques-Désiré Laval, presbitero francese († 1864)
- 19 settembre - Maria Anna di Savoia, principessa italiana († 1884)
- 19 settembre - Maria Teresa di Savoia, principessa († 1879)
- 20 settembre - François Buloz, regista teatrale, scrittore e editore francese († 1877)
- 20 settembre - Władysław Hieronim Sanguszko, politico polacco († 1870)
- 23 settembre - Jacques Crétineau-Joly, giornalista e storico francese († 1875)
- 24 settembre - Leonhard von Spengel, filologo classico tedesco († 1880)
- 26 settembre - Thomas Sidney Cooper, pittore inglese († 1902)
- 27 settembre - Louis-Michel Morris, generale francese († 1867)
- 28 settembre - Prosper Mérimée, scrittore, storico e archeologo francese († 1870)
- 28 settembre - Ludwig Richter, pittore e incisore tedesco († 1884)
- 29 settembre - Mercator Cooper, navigatore statunitense († 1872)
- 29 settembre - Jacques Charles François Sturm, matematico francese († 1855)
- 30 settembre - Karolina Andriette Ahlsell, svedese († 1889)
- 30 settembre - Mihael Stroj, pittore sloveno († 1871)

## Ottobre(19)
- 3 ottobre - Paul Huet, pittore e incisore francese († 1869)
- 5 ottobre - Ercole Coccapani Imperiali, nobile e politico italiano († 1861)
- 6 ottobre - Heinrich Wilhelm Dove, medico e meteorologo prussiano († 1879)
- 6 ottobre - Miguel García Cuesta, cardinale e arcivescovo cattolico spagnolo († 1873)
- 8 ottobre - Clementina de Como, scrittrice francese († 1871)
- 9 ottobre - Emil Remigius Frey, politico svizzero († 1889)
- 11 ottobre - Giuseppe De Cristoforis, naturalista italiano († 1837)
- 13 ottobre - John Catlin, politico e avvocato statunitense († 1874)
- 13 ottobre - Rafał Hadziewicz, pittore polacco († 1883)
- 13 ottobre - Carlo Poerio, patriota, avvocato e politico italiano († 1867)
- 16 ottobre - James Edward Alexander, esploratore scozzese († 1885)
- 16 ottobre - Robert Stephenson, ingegnere britannico († 1859)
- 17 ottobre - Ferenc Deák, politico ungherese († 1876)
- 17 ottobre - William Smith O'Brien, politico e patriota irlandese († 1864)
- 20 ottobre - Carl Gotthelf Todt, rivoluzionario, avvocato e politico tedesco († 1852)
- 24 ottobre - Henri de Triqueti, scultore francese († 1874)
- 28 ottobre - Eliza Radziwiłł, nobildonna polacca († 1834)
- 28 ottobre - Caroline Unger, contralto austriaca († 1877)
- 30 ottobre - Christian Friedrich Heinrich Wimmer, botanico, filologo classico e pedagogo tedesco († 1868)

## Novembre(20)
- 1º novembre - Léonce Reynaud, ingegnere e architetto francese († 1880)
- 3 novembre - Luigi Fantini, vescovo cattolico italiano († 1852)
- 7 novembre - Vasilij Evgrafovič Samarskij-Bychovec, ingegnere russo († 1870)
- 8 novembre - Henry Chetwynd-Talbot, XVIII conte di Shrewsbury, politico e ammiraglio inglese († 1868)
- 8 novembre - Evfimij Vasil'evič Putjatin, militare e diplomatico russo († 1883)
- 11 novembre - Giovanni Battista Millelire, militare italiano († 1891)
- 11 novembre - Panfilo Tabassi, patriota e politico italiano († 1896)
- 14 novembre - Jacob Abbott, scrittore e pedagogista statunitense († 1879)
- 15 novembre - John Hope, V conte di Hopetoun, nobile scozzese († 1843)
- 17 novembre - Augusta FitzClarence, britannica († 1865)
- 18 novembre - Lars Anton Anjou, teologo svedese († 1884)
- 18 novembre - Edmund di Schwarzenberg, austriaco († 1873)
- 18 novembre - Franz Heinrich Zitz, politico, rivoluzionario e avvocato tedesco († 1877)
- 22 novembre - Giusto Bellavitis, matematico italiano († 1880)
- 23 novembre - Theodore Dwight Weld, attivista statunitense († 1895)
- 25 novembre - Sofia Ahlbom, incisore, scrittrice e fotografa svedese († 1868)
- 29 novembre - Christian Doppler, matematico e fisico austriaco († 1853)
- 30 novembre - Luigi Mannelli, politico italiano († 1872)
- 30 novembre - Giuseppe Mazzacorati, politico italiano († 1887)
- 30 novembre - Gottfried Semper, architetto tedesco († 1879)

## Dicembre(19)
- 1º dicembre - Luis de la Lastra y Cuesta, cardinale e arcivescovo cattolico spagnolo († 1876)
- 3 dicembre - Napoleone Scrugli, politico e militare italiano († 1883)
- 5 dicembre - Thomas Jefferson Rusk, politico statunitense († 1857)
- 5 dicembre - Fëdor Ivanovič Tjutčev, scrittore e poeta russo († 1873)
- 6 dicembre - Susanna Moodie, scrittrice britannica († 1885)
- 6 dicembre - Maria Giuseppa Amalia di Sassonia, regina († 1829)
- 11 dicembre - Hector Berlioz, compositore francese († 1869)
- 16 dicembre - Carlo Bevilacqua, politico italiano († 1875)
- 16 dicembre - Pietro Fraticelli, editore, critico letterario e matematico italiano († 1866)
- 20 dicembre - Pierre François Lacenaire, poeta e criminale francese († 1836)
- 21 dicembre - Achille Vianelli, pittore e incisore italiano († 1894)
- 21 dicembre - Joseph Whitworth, ingegnere e imprenditore inglese († 1887)
- 23 dicembre - Casimiro Pisani, patriota e politico italiano († 1881)
- 24 dicembre - Jean-Rémi Bessieux, missionario e vescovo cattolico francese († 1876)
- 25 dicembre - Stefano Paolo Rambaldi, presbitero italiano († 1865)
- 26 dicembre - Friedrich Reinhold Kreutzwald, scrittore estone († 1882)
- 27 dicembre - Madame Gelot-Sandoz, fotografa francese († 1846)
- 28 dicembre - Carlo Decandia, cartografo, generale e politico italiano († 1862)
- 31 dicembre - José María Heredia, poeta cubano († 1839)

## Senza giorno specificato(46)
- Vincenzo Abbati, pittore italiano († 1866)
- William Addison, medico inglese († 1881)
- Richard Airey, I barone Airey, generale britannico († 1881)
- Akhberdil Muhammad, militare e politico († 1843)
- William Allen, politico statunitense († 1879)
- Francesco Anca, nobile, politico e paleontologo italiano († 1887)
- Domenico Angherà, patriota italiano († 1873)
- Francis Archer, naturalista e psichiatra irlandese († 1875)
- Giuseppe Brambilla, letterato, patriota e giornalista italiano († 1886)
- Rawdon Brown, storico britannico († 1883)
- John Bull, pastore protestante, medico e politico statunitense († 1863)
- Louis Prosper Cantener, entomologo francese († 1847)
- Giuseppe Caputi, presbitero, archeologo e nobile italiano († 1875)
- Giovanni Battista Caretti, architetto, pittore e decoratore italiano († 1878)
- Francesco Carnisi, organaro italiano († 1861)
- Alessandro Colli, politico italiano († 1884)
- Giuseppe De Mattia, pittore e avvocato italiano († 1895)
- Eudocia di Leušino, russa († 1886)
- Celestino Galli, filosofo e scrittore italiano († 1868)
- Giuseppe Giacoletti, presbitero e poeta italiano († 1865)
- Giacomo di Alessandria, vescovo ortodosso greco († 1865)
- Napoleone Giotti, drammaturgo italiano († 1897)
- Galgano Gori, artigiano italiano († 1868)
- Hélène Jégado, serial killer francese († 1852)
- Dimitrios Kallergis, generale e politico greco († 1867)
- Gennaios Kolokotronis, patriota e politico greco († 1868)
- Adolphe Le Dhuy, compositore e teorico della musica francese
- Stefano Lecchi, fotografo italiano
- Domenico Lupatelli, patriota italiano († 1844)
- Jonas Offrell, inventore svedese († 1863)
- Luigi Osio, archivista italiano († 1873)
- Clemente Papi, scultore italiano († 1875)
- Alessandro Pelletta di Cortanzone, politico italiano († 1882)
- Ludwig Persius, architetto tedesco († 1845)
- Pasquale Ricca, scultore italiano († 1869)
- Giuseppe Riva, presbitero e saggista italiano († 1876)
- Vitale Sala, pittore italiano († 1835)
- Julija Pavlovna Samojlova, nobildonna russa († 1875)
- Lockroy, drammaturgo francese († 1891)
- Enrico Terzaghi, architetto italiano († 1886)
- Ostap Veresaj, musicista ucraino († 1890)
- Cesare Villavecchia, politico italiano († 1865)
- James Wells, predicatore e teologo inglese († 1872)
- Antonio Zabaleta, architetto spagnolo († 1864)
- Zainal Rashid Al-Mu'adzam Shah I di Kedah, sultano malese († 1854)
- Alexander von Bunge, botanico tedesco († 1890)